# ロサンゼルス級原子力潜水艦
| ロサンゼルス級原子力潜水艦                                | ロサンゼルス級原子力潜水艦 | ロサンゼルス級原子力潜水艦                                  |
| --------------------------------------------------------- | --- | ----------------------------------------------------------- |
| 水上航走中のロサンゼルス級ノーフォーク（SSN-714 Norfolk） | |                                                             |
| 艦級概観                                                  | |                                                             |
| 艦種                                                      | 攻撃型原子力潜水艦 | 攻撃型原子力潜水艦                                          |
| 計画番号                                                  | SCB303 | SCB303                                                      |
| 建造                                                      | エレクトリック・ボート社および ニューポート・ニューズ造船所                                                                                        | エレクトリック・ボート社および ニューポート・ニューズ造船所 |
| 艦名                                                      | 都市名 | 都市名                                                      |
| 建造期間                                                  | 1972年-1995年 | 1972年-1995年                                               |
| 就役期間                                                  | 1976年-就役中 | 1976年-就役中                                               |
| 前級                                                      | スタージョン級 | スタージョン級                                              |
| 次級                                                      | シーウルフ級 | シーウルフ級                                                |
| 性能諸元                                                  | |                                                             |
| 排水量                                                    | （水上/水中/予備浮力） | （水上/水中/予備浮力）                                      |
| 排水量                                                    | SSN-688-699（6,080t/6,927t/13.9%） |                                                             |
| 排水量                                                    | SSN-700-714（6,130t/6,977t/13.8%） |                                                             |
| 排水量                                                    | SSN-716-718（6,165t/7,012t/13.7%） |                                                             |
| 排水量                                                    | SSN-719-750（6,255t/7,102t/13.5%） |                                                             |
| 排水量                                                    | SSN-751-770（6,300t/7,147t/13.4%） |                                                             |
| 排水量                                                    | SSN-751-770（6,330t/7,177t/13.3%） |                                                             |
| 全長                                                      | 109.73m | 109.73m                                                     |
| 全幅                                                      | 10.1m | 10.1m                                                       |
| 喫水                                                      | フライトI/II：9.8m | フライトI/II：9.8m                                          |
| 喫水                                                      | フライトIII：9.75m |                                                             |
| 予備浮力                                                  | |                                                             |
| 機関                                                      | 原子力ギアード・タービン推進（30,000 shp） | 原子力ギアード・タービン推進（30,000 shp）                  |
| 機関                                                      | S6G型加圧水型原子炉 | 1基                                                         |
| 機関                                                      | 蒸気タービン | 2基                                                         |
| 機関                                                      | 2次推進モーター（325HP） | 1基                                                         |
| 機関                                                      | 7翼ハイスキュード・スクリュープロペラ | 1軸                                                         |
| 電池                                                      | ガピーIE型126個 | 1群                                                         |
| 最大速力                                                  | （水上/水中）：不明/31ノット | （水上/水中）：不明/31ノット                                |
| 潜航深度                                                  | 457m | 457m                                                        |
| 乗員                                                      | 127-133名 （士官12-13名、下士官兵115-120名） | 127-133名 （士官12-13名、下士官兵115-120名）                |
| 兵装                                                      | Mk 67 533mm水圧式魚雷発射管 - Mk 48 魚雷 - サブロック UUM - サブ・ハープーン USM - トマホーク SLCM - 各種機雷 弾薬庫容量：22基分 （+発射管装填分） | 4基                                                         |
| 兵装                                                      | トマホーク SLCM用VLS （フライトII/III） | 12基                                                        |
| C4I                                                       | GCCS-M+NTDS mod 5（リンク 11+リンク 16） | GCCS-M+NTDS mod 5（リンク 11+リンク 16）                    |
| C4I                                                       | BQQ-5統合ソナー+BSY-1 ASWCS（CCS Mk 1/2+Mk 36 TWS）                                                                                                |                                                             |
| ソナー                                                    | BQQ-5D/E 艦首ソナー | BQQ-5D/E 艦首ソナー                                         |
| ソナー                                                    | BQS-15 近距離ソナー |                                                             |
| ソナー                                                    | BQG-5D フランク・アレイ・ソナー |                                                             |
| ソナー                                                    | TB-16D 曳航ソナー |                                                             |
| ソナー                                                    | TB-23 曳航ソナー |                                                             |

ロサンゼルス級原子力潜水艦（ロサンゼルスきゅうげんしりょくせんすいかん、Los Angeles class submarine）は、アメリカ海軍の攻撃型原子力潜水艦。
改同型艦を含めると62隻が建造された。これは、原潜史上、単一のクラスとして最大の配備数および最長の建造期間の記録である。

## 概要
ロサンゼルス級は、優秀な性能と優れた量産性を両立させることで、1970年代以降のアメリカ海軍 攻撃型原子力潜水艦戦力の基幹を構成した。また、トマホーク武器システムおよびVLSの装備により、潜水艦に対地火力投射（シー・ストライク）という新しい任務を付与したことで、潜水艦戦略に新しい側面を切り開くことにもなった。
本級は、新世代のソ連原子力潜水艦に対抗するため、従来よりアメリカ海軍が整備してきた攻撃型原子力潜水艦に拘泥せず、意欲的な設計を採用している。適切なトレードオフにより、従来よりもはるかに優れた静粛性と速力を実現し、これに統合ソナー・システムとデジタル化された水中攻撃指揮装置、そして新型のMk 48 魚雷およびサブ・ハープーン対艦ミサイルを組み合わせることにより、本級は、極めて卓越した戦闘能力を有するようになっている。その一方で、潜行可能深度は以前の3/4程度となり、氷海での活動能力は大幅に制限され、居住性は低く、また、将来発展余裕も限定的となった。
本級は、その優れた性能を買われて、当時進められていたソ連海軍潜水艦戦力の増強に対抗するため、1972年-1995年の23年間にわたって、実に62隻もの多数が建造された。このように、建造が長期にわたったことから、本級は、段階的な改良を施されつつ建造されている。公式には、SSN-688-718のフライトI、719-725、750のフライトII、751-773のフライトIII の3ブロックに分けられる。識別点としては、フライトIIについてはトマホーク 巡航ミサイル用VLSの追加、フライトIIIについては潜舵の移設（セイル側面から艦首（引込み式）がある。なお、このように大きく艦容が変化したことから、フライトIII は改ロサンゼルス級と呼ばれる。

## 開発
ロサンゼルス級は、空母戦闘群（現 空母打撃群）を直衛し、ソ連海軍の巡航ミサイル潜水艦への対潜戦を優先的な任務として計画・建造され、成功を収めたが、建造にいたるまでにはいくらかの紆余曲折を経ている。
1950年代のノブスカ計画以後、アメリカ海軍の原子力潜水艦は、基本的に速度よりも静粛性を重視する方向で設計されてきた。事実、船体の大型化にもかかわらず同じS5Wを搭載し続けて出力が向上されなかったため、速力はスキップジャック級の29ノットからスタージョン級の25ノットまで一貫して低下しているのがそのあらわれであるが、これはソ連原潜の速力性能は低いものであるとの情報評価に依拠していた。したがって、スタージョン級の後継として提案されたCONFORM計画においても、原子力潜水艦ナーワル（USS Narwhal, SSN-671）の運用結果に基づき、自然循環型原子炉を搭載することが想定されていた。しかし、CONFORM計画を推進する海洋システム・コマンドに対して、リッコーヴァー提督は強硬に反対を唱え、水上艦用の大出力原子炉を搭載し、30ノット超の高速を発揮しうる艦を要求したため、次期原潜の仕様をめぐって論争となっていた。
この論争に決着をつけたのは、1隻のソ連原潜であった。1968年2月、ハワイ東方約450海里において、ノヴェンバー型の1隻が、ベトナムの前線に向かう原子力空母「エンタープライズ」戦闘群を追跡、水中26ノットの発揮が観測されたため、ソ連原潜の速力性能に関する評価が誤りであったことが判明した。すでに前世代に属するものになっていたノヴェンバー型がこのような性能を発揮したことは充分に衝撃的であり、当時最新のヴィクター型や、開発の進行を示す証拠が強まりつつあった大深度潜航能力と高速力を兼備した潜水艦（アルファ型）を含めて、ソ連海軍と互角に対抗してゆく能力に大きな不安が投げかけられることになった。
リッコーヴァーは、このチャンスを逃すことなく、海軍内の支持者と議会内のコネクションを動員し、自らの推す高速潜水艦を実現させるべく運動を展開し、ついには実現させることに成功した。すなわち、CONFORM計画は放棄され、30ノット超の高速とさらなる静粛性との統合を目指して、次代の原潜、すなわちロサンゼルス級が建造されることとなったのである。
以来、ほぼ四半世紀にわたり、米原潜の主力の座にあった本級だが、さすがに旧式化が隠しえない。冷戦終結後の1993年、建造計画の完遂を待つことなくSSN-689「バトンルージュ」が除籍され、以後、前期建造艦を中心に退役が進められている。しかし、後継のバージニア級の配備が進んでいる2015年時点においても、主力の座を保持している。

## 船体・装備

### 船体

側面図

本型の設計に当たっては、従来よりアメリカ海軍が整備してきた攻撃型原子力潜水艦の設計に拘泥せず、徹底したコンセプト開発によって、適切なトレードオフが実施された。
この結果、スキップジャック級以来の涙滴型船型は放棄され、完全な魚雷型（円筒型）を採用している。この船型は、涙滴型よりも抗力が小さいので高速を出せる一方で、操艦の面でやや問題があるとも言われている。
構造強度はパーミット級やスタージョン級に比べていくらか削減され、セイルや潜舵も耐氷能力がない。この結果、潜入深度が減少したほか、氷海行動能力を含めた情報収集任務に対する適合性が損なわれることとなった。これを改善するため、フライトIIIでは氷を割って浮上できるように潜舵をセイル側面から艦首（引込み式）に移設し、氷海下でのオペレーション能力が追加された。
水上艦用原子炉を改良したゼネラル・エレクトリック社製S6G型 原子炉は、ナーワルにおける自然循環型原子炉の成果を一部採用し、低出力運転時にはポンプを停止したままでも運転可能である。
これらの設計上の努力により、放射雑音レベルは、ほぼベンジャミン・フランクリン級弾道ミサイル潜水艦あるいは通常動力型のバーベル級にほぼ等しく、静粛性でスタージョン級を上回る（-15db）と同時に、スキップジャック級を上回る速度性能（+2kt）を手に入れた。その一方、従来の原子炉よりも大型のS6G型の採用により、予備浮力は非常に少ないものとなり、発展性は非常に限られたものとなった。それでも本級は、増大する任務と進歩する技術に対応して、装備の改修を進めてきたが、最終3艦においては、ついに設計上のマージンを完全に食い潰してしまったと言われている。

### C4ISRシステム
本級は、統合ソナー・システムを装備した最初の攻撃型原子力潜水艦である。その機種はBQQ-5Dであるが、フライトIIIにおいては、TEWA機能およびUBFCSをも統合したBSY-1統合戦闘システムのサブシステムとなっている。BQQ-5Dは、下記のようなソナーの集合体である。
艦首装備ソナー
直径15フィートの球形アレイを採用し、アクティヴとパッシヴの両用である。出力は75,000ワット。
BQG-5D フランク・アレイ・ソナー
長波のパッシヴ・ソナー。
BQS-15 近距離短波ソナー
氷塊・機雷探知用
TB-16D 曳航ソナー
通常の曳航ソナーで、直径89mm、全長792.5mのケーブルと、これによって曳航される73.15mのソナー・アレイによって構成される。
TB-23 曳航ソナー
新型の「薄線」型曳航ソナーで、より長距離の探知に使用される。実際にはBQQ-5のサブシステムではなく、BSY-1に直結されている。
BQQ-5によって目標を探知した後の処理、つまり脅威度判定から攻撃指令、攻撃の実行については、フライトIではその大部分がオペレーターに任されていた。ただし、水中攻撃指揮装置（UBFCS）としては、はじめて完全に自動化されたMk 117を使用しており、従来使用されてきたアナログ式のものよりも大幅に効率化されていた。
その後、Mk 36 TWS（トマホーク武器システム）の配備に伴い、Mk 117は、トマホークの射撃管制能力を付加されたCCS Mk 1（Combat Control System）に発展した。また、フライトIIIより、BSY-1統合戦闘システムのサブシステムとしてのCCS Mk 2が搭載されるようになっている。

### 魚雷発射管

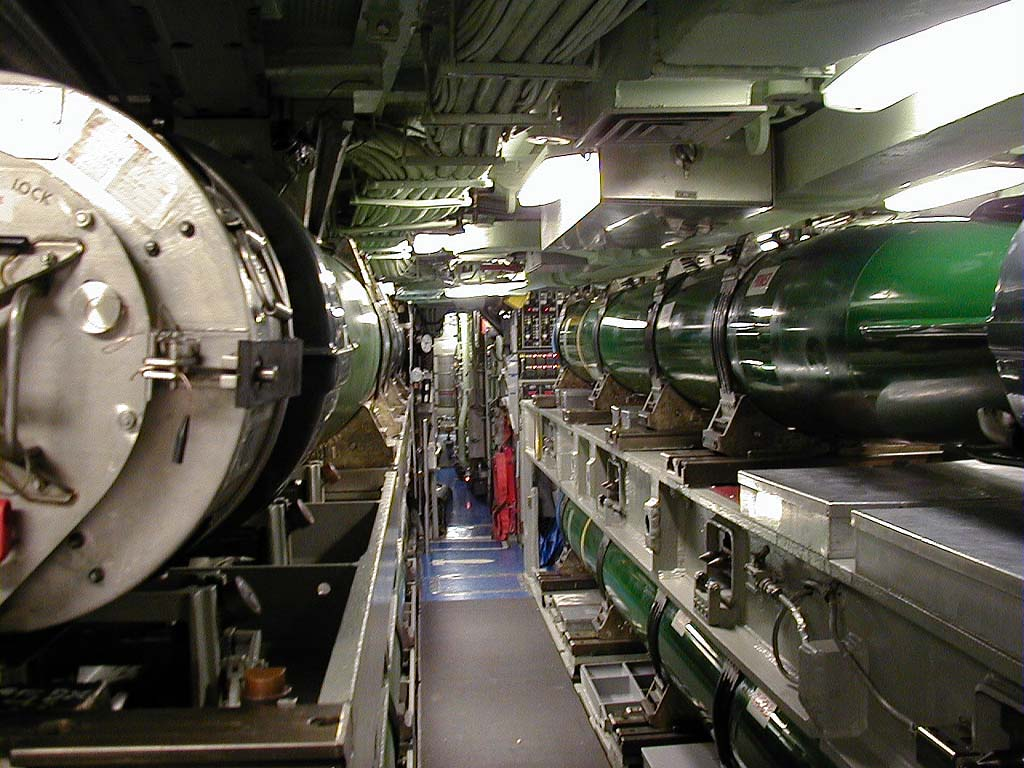
パサデナ（Pasadena、SSN-752）の魚雷発射管室。右手上段および下段にMk 48魚雷が配置されている

本級は、従来のアメリカ海軍攻撃潜水艦と同様、4門のMk 67 533mm水圧式魚雷発射管を備えている。これらは、Mk 48 ADCAP魚雷、サブロック対潜ミサイル、サブ・ハープーン対艦ミサイル、トマホーク潜水艦発射巡航ミサイル、各種機雷を射出することができる。弾薬庫の容量は、533mm魚雷に換算して22基分であり、また、発射管内に4基を搭載できることから、合計兵装搭載数は26基となる。なお、機雷は、533mm魚雷1基分のスペースに2基を収容することができる。
魚雷発射管4門という搭載数は、アメリカ海軍の攻撃型潜水艦としては標準的な搭載数であるが、特に対艦・対地ミサイルを使用するとき、同時に投射できる火力が少ないことが問題視された。このことから、本級は、のちにミサイル専用の垂直発射装置を搭載することとなった。

### ミサイル垂直発射装置

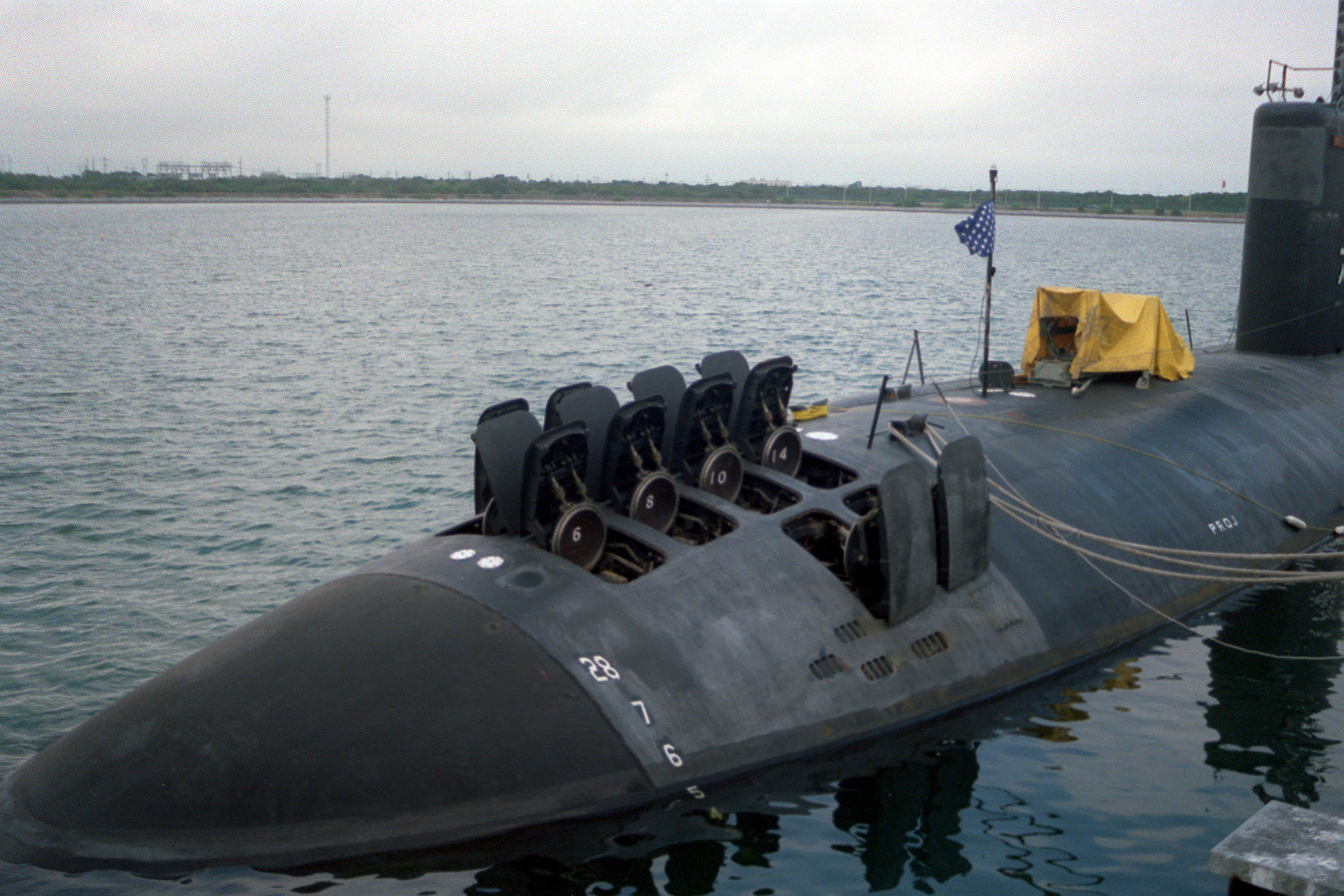
VLS、上部ハッチを開口した状態

ロサンゼルス級のフライトII以降は、ミサイル発射用の垂直発射装置（VLS）を12セル搭載しており、これにより、対水上・対地火力投射能力は大幅に強化されることとなった。
この垂直発射装置からは、TLAM（トマホーク対地ミサイル）、TASM（トマホーク対艦ミサイル）、サブ・ハープーンを運用することができるが、対水上火力としてはMk 48 ADCAP 魚雷が主用されており、また、TASMとサブ・ハープーンの搭載が中止された現在、これは事実上TLAM専用の発射装置となっている。

## 比較表
|           |              | バージニア級        | バージニア級        | シーウルフ級        | シーウルフ級        | ロサンゼルス級      | ロサンゼルス級      | リプスコム          | ナーワル            |
| Block V - | Block I - IV | 準同型              | 1,2番艦             | フライトII/III      | フライトI           |                     |                     | リプスコム          | ナーワル            |
| --------- | ------------ | ------------------- | ------------------- | ------------------- | ------------------- | ------------------- | ------------------- | ------------------- | ------------------- |
| 船体      | 水上排水量   | 不明                | 不明                | 7,568 t             | 7,460 t             | 6,255 t - 6,330 t   | 6,080 t - 6,165 t   | 5,813 t             | 4,450 t             |
| 船体      | 水中排水量   | 10,400 t            | 7,800 t             | 12,139 t            | 9,150 t             | 7,102 t - 7,177 t   | 6,927 t - 7,012 t   | 6,480 t             | 5,350 t             |
| 船体      | 全長         | 140,4 m             | 114.8 m             | 138 m               | 107.6 m             | 109.73 m            | 109.73 m            | 111 m               | 95.91 m             |
| 船体      | 全幅         | 不明                | 10.4 m              | 12.2 m              | 12.2 m              | 10.1 m              | 10.1 m              | 9.8 m               | 11.46 m             |
| 船体      | 吃水         | 不明                | 9.3 m               | 10.9 m              | 10.67 m             | 9.75 m              | 9.8m                | 不明                | 8.8 m               |
| 主機      | 機関         | 原子炉+蒸気タービン | 原子炉+蒸気タービン | 原子炉+蒸気タービン | 原子炉+蒸気タービン | 原子炉+蒸気タービン | 原子炉+蒸気タービン | 原子炉+蒸気タービン | 原子炉+蒸気タービン |
| 主機      | 方式         | GT                  | GT                  | GT                  | GT                  | GT                  | GT                  | TE                  | GT                  |
| 主機      | 原子炉       | GE S9G              | GE S9G              | WEC S6W             | WEC S6W             | GE S6G              | GE S6G              | WEC S5W             | GE S5G              |
| 主機      | 出力         | 40,000 shp          | 40,000 shp          | 45,000 shp          | 45,000 shp          | 30,000 shp          | 30,000 shp          | 12,500 shp          | 17,000 shp          |
| 主機      | 水中速力     | 不明                | 推定34 kt           | 25 kt               | 35 kt               | 31 kt               | 31 kt               | 23 kt               | 25 kt               |
| 兵装      | 水雷         | 533mm魚雷発射管×4門 | 533mm魚雷発射管×4門 | 660mm魚雷発射管×8門 | 660mm魚雷発射管×8門 | 533mm魚雷発射管×4門 | 533mm魚雷発射管×4門 | 533mm魚雷発射管×4門 | 533mm魚雷発射管×4門 |
| 兵装      | ミサイル     | VLS×40セル          | VLS×12セル          | ―                   | ―                   | VLS×12セル          | ―                   | ―                   | ―                   |
| 同型艦数  | 同型艦数     | 推定38隻            | 28隻予定            | 1隻                 | 2隻                 | 31隻                | 31隻 （退役）       | 1隻 （退役）        | 1隻 （退役）        |

|          |            | スタージョン級      | スタージョン級      | タリビー             | スレッシャー級/ パーミット級 | ハリバット          | トライトン          | スキップジャック級  | スケート級          | シーウルフ          | ノーチラス          |
| 長船体型 | 短船体型   |                     |                     | タリビー             | スレッシャー級/ パーミット級 | ハリバット          | トライトン          | スキップジャック級  | スケート級          | シーウルフ          | ノーチラス          |
| -------- | ---------- | ------------------- | ------------------- | -------------------- | ---------------------------- | ------------------- | ------------------- | ------------------- | ------------------- | ------------------- | ------------------- |
| 船体     | 水上排水量 | 4,460 t             | 4,250 t             | 2,316 t              | 3,705 t                      | 3,655 t             | 5,800 t             | 3,070 t             | 2,550 t             | 3,260 t             | 2,980 t             |
| 船体     | 水中排水量 | 4,960 t             | 4,780 t             | 2,607 t              | 4,311 t                      | 5,000 t             | 7,900 t             | 3,500 t             | 2,848 t             | 4,110 t             | 3,520 t             |
| 船体     | 全長       | 92.1 m              | 89.1 m              | 83.2 m               | 84.9 m                       | 106.7 m             | 136.5 m             | 76.7 m              | 81.6 m              | 102.9 m             | 97.5 m              |
| 船体     | 全幅       | 9.7 m               | 9.7 m               | 7.2 m                | 9.7 m                        | 8.8 m               | 11.3 m              | 9.6 m               | 7.6 m               | 8.4 m               | 8.5 m               |
| 船体     | 吃水       | 9.1 m               | 7.4 m               | 6.4m                 | 7.7 m                        | 8.5 m               | 7.2 m               | 7.7 m               | 6.3 m               | 6.7 m               | 7.9 m               |
| 主機     | 機関       | 原子炉+蒸気タービン | 原子炉+蒸気タービン | 原子炉+蒸気タービン  | 原子炉+蒸気タービン          | 原子炉+蒸気タービン | 原子炉+蒸気タービン | 原子炉+蒸気タービン | 原子炉+蒸気タービン | 原子炉+蒸気タービン | 原子炉+蒸気タービン |
| 主機     | 方式       | GT                  | GT                  | TE                   | GT                           | GT                  | GT                  | GT                  | GT                  | GT                  | GT                  |
| 主機     | 原子炉     | WEC S5W             | WEC S5W             | CE S2C               | WEC S5W                      | WEC S3W             | GE S4G              | WEC S5W             | WEC S3W             | GE S2G              | WEC S2W             |
| 主機     | 出力       | 15,000 shp          | 15,000 shp          | 2,500shp             | 15,000 shp                   | 7,300 shp           | 45,000 shp          | 15,000 shp          | 6,600 shp           | 15,000 shp          | 15,000 shp          |
| 主機     | 水中速力   | 25 kt               | 25 kt               | 14.8 kt              | 28 kt                        | 20 kt以上           | 27 kt               | 29 kt               | 18 kt               | 19 kt               | 23.3 kt             |
| 兵装     | 水雷       | 533mm魚雷発射管×4門 | 533mm魚雷発射管×4門 | 533mm魚雷発射管×4門  | 533mm魚雷発射管×4門          | 533mm魚雷発射管×6門 | 533mm魚雷発射管×6門 | 533mm魚雷発射管×6門 | 533mm魚雷発射管×6門 | 533mm魚雷発射管×6門 | 533mm魚雷発射管×6門 |
| 兵装     | ミサイル   | ―                   | ―                   | レギュラス発射機×1基 | ―                            | ―                   | ―                   | ―                   | ―                   | ―                   | ―                   |
| 同型艦数 | 同型艦数   | 9隻 （退役）        | 28隻 （退役）       | 1隻 （退役）         | 14隻 （退役）                | 1隻 （退役）        | 1隻 （退役）        | 6隻 （退役）        | 4隻 （退役）        | 1隻 （退役）        | 1隻 （退役）        |

## 同型艦

### VLS 非装備艦
| フライト | 艦番号  | 艦名                                                        | 建造所 | 起工            | 進水            | 就役            | 退役            | 備考                  |
| -------- | ------- | ----------------------------------------------------------- | ------ | --------------- | --------------- | --------------- | --------------- | --------------------- |
| I        | SSN-688 | ロサンゼルス USS Los Angeles                                | NNS    | 1972年 1月8日   | 1974年 4月6日   | 1976年 11月13日 | 2010年 1月23日  |                       |
| I        | SSN-689 | バトンルージュ USS Baton Rouge                              | NNS    | 1972年 11月18日 | 1975年 4月26日  | 1977年 6月25日  | 1995年 1月13日  |                       |
| I        | SSN-690 | フィラデルフィア USS Philadelphia                           | GDEB   | 1972年 8月12日  | 1974年 10月19日 | 1977年 6月25日  | 2010年 6月25日  |                       |
| I        | SSN-691 | メンフィス USS Memphis                                      | NNS    | 1973年 6月23日  | 1976年 4月3日   | 1977年 12月17日 | 2011年 4月1日   |                       |
| I        | SSN-692 | オマハ USS Omaha                                            | GDEB   | 1973年 1月27日  | 1976年 2月21日  | 1978年 3月11日  | 1995年 10月5日  |                       |
| I        | SSN-693 | シンシナティ USS Cincinnati                                 | NNS    | 1974年 4月6日   | 1977年 2月19日  | 1978年 6月10日  | 1996年 7月29日  |                       |
| I        | SSN-694 | グロトン USS Groton                                         | NNS    | 1973年 8月3日   | 1976年 10月9日  | 1978年 7月8日   | 1997年 11月7日  |                       |
| I        | SSN-695 | バーミングハム USS Birmingham                               | NNS    | 1975年 4月26日  | 1977年 10月29日 | 1978年 12月16日 | 1997年 12月22日 |                       |
| I        | SSN-696 | ニューヨークシティ USS New York City                        | GDEB   | 1973年 12月15日 | 1977年 6月18日  | 1979年 3月3日   | 1997年 4月30日  |                       |
| I        | SSN-697 | インディアナポリス USS Indianapolis                         | GDEB   | 1974年 10月19日 | 1977年 7月30日  | 1980年 1月5日   | 1998年 12月22日 |                       |
| I        | SSN-698 | ブレマートン USS Bremerton                                  | GDEB   | 1976年 5月8日   | 1978年 7月22日  | 1981年 3月28日  | 2018年 7月9日   |                       |
| I        | SSN-699 | ジャクソンビル USS Jacksonville                             | GDEB   | 1976年 2月21日  | 1978年 11月18日 | 1981年 5月16日  | 2018年 5月1日   |                       |
| I        | SSN-700 | ダラス USS Dallas                                           | GDEB   | 1976年 10月9日  | 1979年 4月28日  | 1981年 7月18日  | 2018年 4月4日   |                       |
| I        | SSN-701 | ラホーヤ USS La Jolla                                       | GDEB   | 1976年 10月16日 | 1979年 8月11日  | 1981年 9月30日  | 2019年 11月15日 | 係留訓練艦に 艦種変更 |
| I        | SSN-702 | フェニックス USS Phoenix                                    | GDEB   | 1977年 7月30日  | 1979年 12月8日  | 1981年 12月19日 | 1998年 7月29日  |                       |
| I        | SSN-703 | ボストン USS Boston                                         | GDEB   | 1978年 8月11日  | 1980年 4月19日  | 1982年 1月30日  | 1999年 11月19日 |                       |
| I        | SSN-704 | ボルチモア USS Baltimore                                    | GDEB   | 1979年 5月21日  | 1980年 12月13日 | 1982年 7月24日  | 1998年 7月10日  |                       |
| I        | SSN-705 | シティ・オブ・コーパスクリスティ USS City of Corpus Christi | GDEB   | 1979年 9月4日   | 1981年 4月25日  | 1983年 1月8日   | 2016年 5月30日  |                       |
| I        | SSN-706 | アルバカーキ USS Albuquerque                                | GDEB   | 1979年 12月27日 | 1982年 3月13日  | 1983年 5月21日  | 2017年 2月27日  |                       |
| I        | SSN-707 | ポーツマス USS Portsmouth                                   | GDEB   | 1980年 5月8日   | 1982年 9月18日  | 1983年 10月1日  | 2004年 9月10日  |                       |
| I        | SSN-708 | ミネアポリス・セントポール USS Minneapolis-Saint Paul       | GDEB   | 1981年 1月20日  | 1983年 3月19日  | 1984年 3月10日  | 2008年 8月28日  |                       |
| I        | SSN-709 | ハイマン・G・リッコーヴァー USS Hyman G. Rickover           | GDEB   | 1981年 7月24日  | 1983年 8月27日  | 1984年 7月21日  | 2007年 3月1日   |                       |
| I        | SSN-710 | オーガスタ USS Augusta                                      | GDEB   | 1982年 4月1日   | 1984年 1月21日  | 1985年 1月19日  | 2009年 2月11日  |                       |
| I        | SSN-711 | サンフランシスコ USS San Francisco                          | NNS    | 1977年 5月26日  | 1979年 10月27日 | 1981年 4月24日  | 2017年 5月11日  | 係留訓練艦に 艦種変更 |
| I        | SSN-712 | アトランタ USS Atlanta                                      | NNS    | 1978年 8月17日  | 1980年 8月16日  | 1982年 3月6日   | 1999年 12月16日 |                       |
| I        | SSN-713 | ヒューストン USS Houston                                    | NNS    | 1979年 1月29日  | 1981年 3月21日  | 1982年 9月25日  | 2016年 8月26日  |                       |
| I        | SSN-714 | ノーフォーク USS Norfolk                                    | NNS    | 1979年 8月1日   | 1981年 10月31日 | 1983年 5月21日  | 2014年 12月11日 |                       |
| I        | SSN-715 | バッファロー USS Buffalo                                    | NNS    | 1980年 1月25日  | 1982年 5月8日   | 1983年 11月5日  | 2019年 1月30日  |                       |
| I        | SSN-716 | ソルトレイクシティ USS Salt Lake City                       | NNS    | 1980年 8月26日  | 1982年 10月16日 | 1984年 5月12日  | 2006年 1月15日  |                       |
| I        | SSN-717 | オリンピア USS Olympia                                      | NNS    | 1981年 3月31日  | 1983年 4月30日  | 1984年 11月17日 | 2021年 2月5日   |                       |
| I        | SSN-718 | ホノルル USS Honolulu                                       | NNS    | 1981年 11月10日 | 1983年 9月24日  | 1985年 7月6日   | 2007年 11月2日  |                       |

### VLS 装備艦
| フライト | 艦番号  | 艦名                                    | 建造所 | 起工            | 進水            | 就役            | 退役           | 母港                                        |
| -------- | ------- | --------------------------------------- | ------ | --------------- | --------------- | --------------- | -------------- | ------------------------------------------- |
| II       | SSN-719 | プロビデンス USS Providence             | GDEB   | 1982年 10月14日 | 1984年 8月4日   | 1985年 7月27日  | 2022年 8月22日 | －                                          |
| II       | SSN-720 | ピッツバーグ USS Pittsburgh             | GDEB   | 1983年 4月15日  | 1984年 12月8日  | 1985年 11月23日 | 2020年 4月15日 | －                                          |
| II       | SSN-721 | シカゴ USS Chicago                      | NNS    | 1983年 1月5日   | 1984年 10月13日 | 1986年 10月27日 | 2023年 7月21日 | －                                          |
| II       | SSN-722 | キーウェスト USS Key West               | NNS    | 1983年 7月6日   | 1985年 7月20日  | 1987年 9月12日  | 2023年 9月21日 | －                                          |
| II       | SSN-723 | オクラホマシティ USS Oklahoma City      | NNS    | 1984年 1月4日   | 1985年 11月2日  | 1988年 7月9日   | 2022年 9月9日  | －                                          |
| II       | SSN-724 | ルイビル USS Louisville                 | GDEB   | 1984年 9月24日  | 1985年 12月14日 | 1986年 11月8日  | 2021年 3月9日  | －                                          |
| II       | SSN-725 | ヘレナ USS Helena                       | GDEB   | 1985年 3月28日  | 1986年 6月28日  | 1987年 7月11日  | 2025年 7月25日 | バージニア州 ノーフォーク海軍基地           |
| II       | SSN-750 | ニューポートニューズ USS Newport News   | NNS    | 1984年 3月3日   | 1986年 3月15日  | 1989年 6月3日   | 2026年予定     | バージニア州 ノーフォーク海軍基地           |
| III      | SSN-751 | サンフアン USS San Juan                 | GDEB   | 1985年 8月9日   | 1986年 12月6日  | 1988年 8月6日   | 2024年予定     | コネチカット州 ニューロンドン海軍潜水艦基地 |
| III      | SSN-752 | パサデナ USS Pasadena                   | GDEB   | 1985年 12月20日 | 1987年 9月12日  | 1989年 2月11日  | 2025年予定     | カリフォルニア州 サンディエゴ海軍基地       |
| III      | SSN-753 | オールバニ USS Albany                   | NNS    | 1985年 4月22日  | 1987年 6月13日  | 1990年 4月7日   |                | バージニア州 ノーフォーク海軍基地           |
| III      | SSN-754 | トピカ USS Topeka                       | GDEB   | 1986年 5月13日  | 1988年 1月23日  | 1989年 10月21日 | 2024年予定     | ハワイ州 パールハーバー海軍基地             |
| III      | SSN-755 | マイアミ USS Miami                      | GDEB   | 1986年 10月24日 | 1988年 11月12日 | 1990年 6月30日  | 2014年 3月28日 | －                                          |
| III      | SSN-756 | スクラントン USS Scranton               | NNS    | 1986年 8月29日  | 1989年 7月3日   | 1991年 1月26日  | 2026年予定     | バージニア州 ノーフォーク海軍基地           |
| III      | SSN-757 | アレクサンドリア USS Alexandria         | GDEB   | 1987年 6月19日  | 1990年 6月23日  | 1991年 6月29日  |                | コネチカット州 ニューロンドン海軍潜水艦基地 |
| III      | SSN-758 | アッシュビル USS Asheville              | NNS    | 1987年 1月9日   | 1990年 2月24日  | 1991年 9月28日  |                | グアム アプラ港                             |
| III      | SSN-759 | ジェファーソンシティ USS Jefferson City | NNS    | 1987年 9月21日  | 1990年 8月17日  | 1992年 2月29日  |                | ハワイ州 パールハーバー海軍基地             |
| III      | SSN-760 | アナポリス USS Annapolis                | GDEB   | 1988年 6月15日  | 1991年 5月18日  | 1992年 4月11日  | 2027年予定     | コネチカット州 ニューロンドン海軍潜水艦基地 |
| III      | SSN-761 | スプリングフィールド USS Springfield    | GDEB   | 1990年 1月29日  | 1992年 1月4日   | 1993年 1月9日   |                | ハワイ州 パールハーバー海軍基地             |
| III      | SSN-762 | コロンバス USS Columbus                 | GDEB   | 1991年 1月9日   | 1992年 8月1日   | 1993年 7月24日  |                | ハワイ州 パールハーバー海軍基地             |
| III      | SSN-763 | サンタフェ USS Santa Fe                 | GDEB   | 1991年 7月9日   | 1992年 12月12日 | 1994年 1月8日   |                | ハワイ州 パールハーバー海軍基地             |
| III      | SSN-764 | ボイシ USS Boise                        | NNS    | 1988年 8月25日  | 1991年 3月23日  | 1992年 11月7日  |                | バージニア州 ノーフォーク海軍基地           |
| III      | SSN-765 | モントピリア USS Montpelier             | NNS    | 1989年 5月19日  | 1991年 8月23日  | 1993年 3月13日  |                | バージニア州 ノーフォーク海軍基地           |
| III      | SSN-766 | シャーロット USS Charlotte              | NNS    | 1990年 8月17日  | 1992年 10月3日  | 1994年 9月16日  |                | ハワイ州 パールハーバー海軍基地             |
| III      | SSN-767 | ハンプトン USS Hampton                  | NNS    | 1990年 3月2日   | 1992年 4月3日   | 1993年 11月16日 |                | カリフォルニア州 サンディエゴ海軍基地       |
| III      | SSN-768 | ハートフォード USS Hartford             | GDEB   | 1992年 2月22日  | 1993年 12月4日  | 1994年 12月10日 |                | コネチカット州 ニューロンドン海軍潜水艦基地 |
| III      | SSN-769 | トレド USS Toledo                       | NNS    | 1991年 5月6日   | 1993年 8月28日  | 1995年 2月24日  |                | コネチカット州 ニューロンドン海軍潜水艦基地 |
| III      | SSN-770 | ツーソン USS Tucson                     | NNS    | 1991年 8月15日  | 1994年 3月20日  | 1995年 8月18日  |                | ハワイ州 パールハーバー海軍基地             |
| III      | SSN-771 | コロンビア USS Columbia                 | GDEB   | 1993年 4月21日  | 1994年 9月24日  | 1995年 10月9日  |                | ハワイ州 パールハーバー海軍基地             |
| III      | SSN-772 | グリーンビル USS Greeneville            | NNS    | 1992年 2月28日  | 1994年 9月17日  | 1996年 2月16日  |                | ハワイ州 パールハーバー海軍基地             |
| III      | SSN-773 | シャイアン USS Cheyenne                 | NNS    | 1992年 7月6日   | 1995年 4月16日  | 1996年 9月13日  |                | ハワイ州 パールハーバー海軍基地             |

## 登場作品

### 映画・テレビドラマ
『スターゲイト SG-1』
「ダラス」が登場。レプリケーターに乗っ取られたロシア潜水艦を撃沈した。
『ターミネーター4』
架空艦「ウィルミントン」が登場。スカイネットが起こした世界規模の核戦争「審判の日」を生き延び、スカイネット率いる機械軍に対抗する人類抵抗軍の司令部として活用される。機械軍に位置を悟られないよう味方にも位置を隠しているが、劇中終盤、罠によって位置を突き止めた機械軍の攻撃を受けて撃沈された。
映画本編で艦名や艦級は明かされておらず、小説版や外伝小説（日本未発売作品含む）などで明かされるに留まっており、映画中での外見も実際のロサンゼルス級と異なる。小説版では、同艦が改良されたロサンゼルス級であることや、電子機器の多くが寄せ集めの部品を組み立てた一時しのぎ品になっていることも語られている。
『ミッドナイト・イーグル』
架空艦「セント・バージニア」が登場。日本国政府からの要請を受けて、核爆弾を起爆させようとする某国工作員たちを殲滅するためにトマホーク 巡航ミサイルを日本アルプスに向け発射する。
『イン・ザ・ネイビー』
架空艦「オーランド」が登場。主人公らの乗るスティングレーを相手に模擬演習を行う。
『レッド・オクトーバーを追え!』
「SSN-700 ダラス」が登場。反乱逃亡の疑いのあるソ連海軍弾道ミサイル潜水艦「レッド・オクトーバー」を発見、追尾する。

### アニメ・漫画
『沈黙の艦隊』
「ダラス」以下、多数の同型艦が登場。原子力潜水艦「やまと」と戦闘を行うも、撃沈されることはなかったがほとんどが航行不能にされてしまう。
『日本国大統領 桜坂満太郎』
「サンフランシスコ」が登場。

### 小説
『死都日本』
「ヒューストン」が登場。加久藤カルデラの大規模噴火による火山災害が日本を襲う中、海上自衛隊のゆうしお型潜水艦「もちしお」に協力し、災害に紛れて領海侵犯を行う中国海軍の漢級原子力潜水艦に対処する。
『超空の艦隊』
「ヒューストン」が登場。日本の歴史改変を阻止するためタイムゲートを潜り、空母「瑞鶴」を核魚雷で、戦艦「比叡」をトマホークで撃沈するも、海上自衛隊Z部隊との交戦の末撃沈される。
『大戦勃発』
トム・クランシーの小説。中国海軍の弾道ミサイル原子力潜水艦を撃沈した。
『デセプション・ポイント』
北極圏での特殊任務を負う重要な役割を果たしている。
『天空の富嶽』
「ホノルル」以下複数の同型艦が登場。「ホノルル」ら7隻が海龍型特殊原子力潜水艦に、「オールバニ」がリュビ級原子力潜水艦「カサビアンカ」に撃沈される。
『ドラゴンセンターを破壊せよ』
クライブ・カッスラーの小説。ダーク・ピットの捜索に使用された。
『南極点のピアピア動画』
艦名は出ていないものの「ロス級」として文中に登場している。
『フルメタル・パニック!』
主要登場人物の父親が生前艦長を務めており、イギリス海軍のトラファルガー級原子力潜水艦「タービュレント」との協働でソ連潜水艦を撃沈している。
『僕の学校の暗殺部』
深見真のライトノベル。第1巻に非公式コードネーム「ツイン・ピークス」とする同型艦が登場（正式な艦名は未表記だが、VLSを搭載するとの記述からフライトII以降だと分かる）。北極海で対ロシアの戦略パトロール任務に就いている中で〈いるか〉と遭遇。〈いるか〉の飛ばした思念で乗員たちが錯乱して殺し合い、錯乱前だった乗員の手で緊急浮上するも、最終的に全乗員が錯乱して殺し合いの末に死亡した。
『日米開戦』
『ミッドナイトイーグル』
「シカゴ」が登場。上記の映画『ミッドナイト・イーグル』の原作小説。日本アルプスに墜落した架空の米軍爆撃機B-3Aミッドナイトイーグルに近づく工作員たちを殲滅するため、日本国政府からの要請を受け、トマホーク巡航ミサイルを日本アルプスに向けて発射する。
『レッド・オクトーバーを追え!』
「ダラス」以下複数の同型艦が登場。「ダラス」は「レッド・オクトーバー」追跡にあたって中心的な役割を果たす。映画版では「ヒューストン」が「ダラス」役を務め、「ルイビル」も1シーンで「ダラス」を演じた。
『レッド・ストーム作戦発動』
「シカゴ」以下、多数の同型艦が登場。巡航ミサイルによる対地攻撃も描かれる。

### ゲーム
『コール オブ デューティ モダン・ウォーフェア2』
プレイヤー部隊を敵の石油プラットホームに送り込む際に第6艦隊の所属艦として「ダラス」「シカゴ」が登場する。
『バトルフィールドシリーズ』
『BFBC2』
マルチプレイの一部マップのデモムービーに登場する。
『BF3』
キャンペーンに登場し、「ジョージ・H・W・ブッシュ」などと共に艦隊を組んで行動する。
『Red Storm Rising』（1988）
『688(I) Hunter/Killer』(1997)
『Sub Command』(2001年)
『Dangerous Waters』（2005）
『Cold Waters』（2017）
『Twilight 2000』
「シティ・オブ・コーパスクリスティ」が作中で第三次世界大戦後に生き残った最後の潜水艦として登場する。三本のシナリオの中で大きな役割を果たし、最後に生き残ったソ連のタイフーン級原子力潜水艦と対決する。
『トム・クランシーのSSN』およびそれをもとにした小説『SSN』
南沙諸島の近海で中国艦と交戦する。